# Bernardo Bandini Baroncelli
Pour les articles homonymes, voir Bandini et Baroncelli.
Bernardo Bandini Baroncelli (Florence, 15 janvier 1420 – Florence, 29 décembre 1479) fut un marchand italien, connu pour avoir joué un rôle essentiel lors de la conjuration des Pazzi.

## Biographie
Il fut le meurtrier de Julien de Médicis, frère cadet de Laurent le Magnifique, tué le 26 avril 1478. Bandini fut l’un des artisans de la Conjuration des Pazzi. Peu avant l’attentat, qui avait eu lieu dans la cathédrale Santa Maria del Fiore à Florence, les conjurés s’étaient aperçus de l’absence de Giuliano, qui était resté à la maison pour un malaise. Bernardo Bandini Baroncelli, avec Francesco de' Pazzi, s’était alors rendu au palais des Médicis pour prendre Julien. Pendant le voyage vers Santa Maria del Fiore, il continuait à l’embrasser en feignant une grande amitié seulement pour vérifier s’il était armé d’une dague et muni d’une armure, qu’il n’avait pas apportée avec lui dans la hâte de se préparer. Bandini donna le premier coup de poignard au jeune frère de, et, avec Francesco de' Pazzi, il termina sa tâche en amenant le jeune homme à la mort.
Il est arrêté à Constantinople au début de 1479. Il fut emmené à Florence où il arriva le 23 décembre 1479 et pendu le 29 décembre au palais du Bargello avec encore son costume turc de fugitif. 
Bernardo Bandini a été l’un des nombreux maîtres de la lignée des Bandini à habiter dans la Villa del Bandino del borgo del Bandino à Florence, de la famille duquel le lieu a emprunté le nom.

## Culture populaire
Le personnage de Bernardo Bandini Baroncelli apparaît dans le jeu vidéo Assassin’s Creed II.